# مارسيل بوسي
مارسيل بوسي (بالفرنسية: Marcel Bossi)‏ هو لاعب كرة قدم لوكسمبورغي في مركز الدفاع، ولد في 14 يناير 1960 في لوكسمبورغ. شارك مع منتخب لوكسمبورغ لكرة القدم. أما مع النوادي، فقد لعب مع جونيس إيتش ونادي بروغريس نيدركورن.

## وصلات خارجية
- مارسيل بوسي على موقع الاتحاد الأوربي (الإنجليزية)
- مارسيل بوسي على موقع قاعدة بيانات كرة القدم.إي يو (الإنجليزية)
- مارسيل بوسي على موقع ناشيونال فوتبول تيمز (الإنجليزية)